# طاقة الرياح في جمهورية أيرلندا

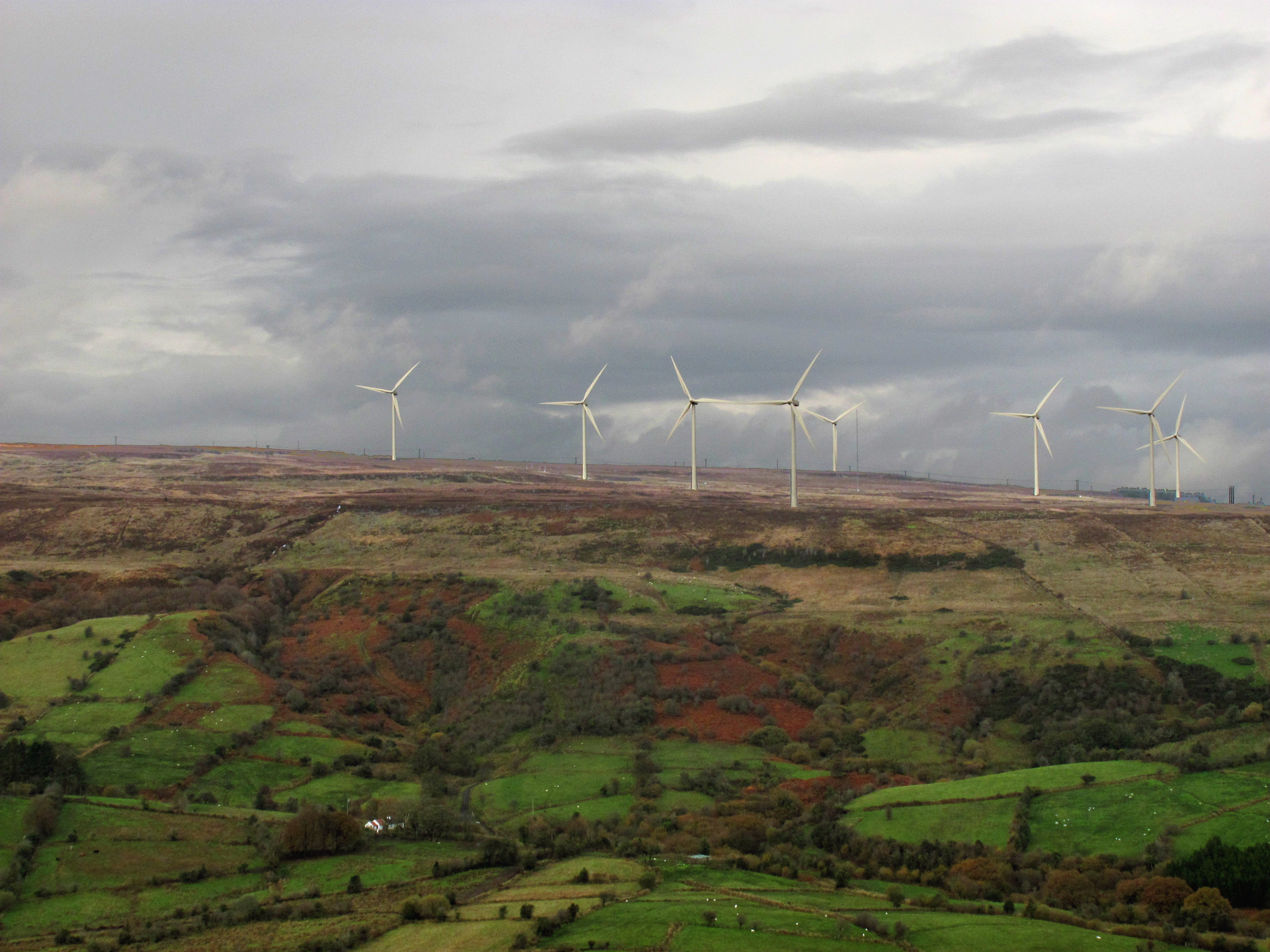

أصبحت جمهورية إيرلندا منذ العام 2017 تنتج 2,878 ميغاواط (3,916 ميغاواط في جميع الجزر) من القدرة الفعلية لطاقة الرياح. في عام 2015 ولدت توربينات الرياح 23٪ من متوسط الطلب على الكهرباء في إيرلندا، مما يجعلها واحدة من أعلى نسب انتشار طاقة الرياح في العالم. يبلغ عدد مزارع الرياح في إيرلندا 226 مزرعة (276 في جميع الجزر)، معظمها تقريبًا على البر، باستثناء أركلو بانك ويند بارك (25 ميغاواط) فهي مزرعة بحرية منذ 2017.
يتفاوت توليد طاقة الرياح الفوري في إيرلندا بين نحو صفر و3,071 ميغاواط، ويرجع هذا التقلب للطقس، بمتوسط معامل حمل قدره 32.3٪ في عام 2015. ويزداد توليد طاقة الرياح في إيرلندا شتاءً وينخفض صيفًا.
تستخدم إيرلندا دعمًا صناعيًا من الاتحاد الأوروبي يُعرف باسم «التزام الخدمة العامة» لدعم تطوير طاقة الرياح وغيرها من طرق توليد الطاقة المحلية، التي تفرض حاليًا 72 يورو سنويًا على كل منزل. في فترة 2016/2017 خُصص مبلغ 308 ملايين يورو لدعم مخططات الطاقة المتجددة المحلية، وقد جمع هذا المبلغ من خلال الرسوم التي فُرضت. كما كان من المخطط منح 120.90 مليون يورو لتوليد الخث «النباتات المتفحمة».

## الجدول الزمني
2018
في 12 ديسمبر 2018، بلغ الحد الأقصى للإنتاج 3990 ميغاواط.
2016
في 23 ديسمبر 2016، عندما اقتربت العاصفة بربارة من إيرلندا، حُطم رقم قياسي جديد للتوليد في جمهورية إيرلندا، وبلغ ذروته بـ 2815 ميغاواط.
2015
في عام 2015، كانت طاقة الرياح في الجزيرة تبلغ 2911 ميغاواط. أما في عام 2014، فقد كان نحو 17.7٪ من الكهرباء الإيرلندية من الرياح، وهي المرتبة الثانية بعد الدنمارك التي كانت تولد 30٪ من خلال طاقة الرياح في ذلك الوقت. اعتبارًا من مارس 2015، أصبحت إيرلندا تنتج طاقة الرياح فعلية تبلغ 2230 ميغاواط، وقد وفرت الرياح 39٪ من الاحتياجات في ديسمبر. في 7 يناير 2015، بلغ إنتاج التوربينات في البلاد ذروته ليصل إلى 2514 ميغاواط (63٪ من التحميل)، وهو رقم قياسي جديد.
2013
بحلول 20 أغسطس 2013، كان لدى إيرلندا قدرة فعلية تبلغ 2232 ميغاواط. ويوضح رقم 2013 زيادة قدرها 232 ميغاواط مقارنة بالأرقام المسجلة في 24 مارس 2012. يبلغ متوسط إنتاج عام 2013 حتى 21 سبتمبر 486 ميغاواط وإجمالي الناتج 2013 هو 393 ميغاواط. يمكن أن يصل الإنتاج إلى 3 ميغاواط في يوم هادئ مثل 12 يوليو 2013 عندما تم الوصول إلى 3 ميغاوات في الساعة 9:30 صباحًا أي ما يعادل 0.012٪ من السعة الفعلية المقدرة التي تزيد عن 2200 ميغاواط.
2012
اعتبارًا من يوليو 2012، كان يُولد ما يصل إلى 14.8٪ من الكهرباء الإيرلندية من مصادر متجددة، بزيادة عن نسبة 5٪ التي كانت تُولد في عام 1990. الرياح هي المصدر الرئيسي لإنتاج الطاقة المتجددة، حيث ارتفعت من أقل من 1٪ من إجمالي الإنتاج المتجدد في عام 1995 إلى أكثر من 40٪ اليوم. وقد بلغت طاقة عام 2012 أكثر من أربعة أضعاف إجمالي 495.2 ميغاواط في عام 2005. تبعًا للظروف الجوية، كانت طاقة الرياح كافية لتمد 1.3 مليون منزل بالطاقة في عام 2012.
2010
في 19 يوليو 2010، صرحت المؤسسة الإيرلندية لطاقة الرياح عن سعة فعلية تبلغ 1746 ميغاواط وهو ما يكفي لإمداد 753000 أسرة بالطاقة. مرة واحدة في أبريل 2010، وفرت طاقة الرياح 50٪ من الطلب على الكهرباء. ومع ذلك، فقد كانت معامل الحمل لتوليد طاقة الرياح لعام 2010 نحو 23.5٪ تقريبًا. مما يعطي معدل انتشار لطاقة الرياح السنوي نحو 11٪ من إجمالي الكيلوواط الساعي المستهلك.
2009
في 31 يوليو 2009، بلغ إنتاج توربينات البلاد ذروته بـ 999 ميغاواط. في ذلك الوقت، ولدت الرياح 39٪ من طلب إيرلندا على الكهرباء. في 24 أكتوبر 2009، تجاوز الإنتاج 1000 ميغاواط لأول مرة بذروة 1064 ميغاواط.
2008
في عام 2008 وحده كان معدل النمو 54.6٪، وهو واحد من أعلى المعدلات في العالم.

## الخلفية، التمويل
قام إيدي أوكونور الرئيس التنفيذي لشركة حصاد الخث شبه الحكومية «بورد نا مونا» بتكليف «مزرعة الرياح التجارية» الأولى في البلاد بإنجاز رخاخ الخث «منطقة رطبة» في مقاطعة مايو في عام 1992.
في التوجيه 2001/77 للمفوضية الأوروبية «إي سي»، والمعروف باسم توجيه «أر إي إس-إي»، أعلن الاتحاد الأوروبي عن هدف يتمثل في الحصول على 22٪ من إجمالي الطاقة المستهلكة من قبل الدول الأعضاء من مصادر الطاقة المتجددة بحلول عام 2010. نتيجة لذلك تعهدت إيرلندا في تقرير بعنوان «اعتبارات السياسة للكهرباء المتجددة حتى عام 2010» بتوفير 4٪ من إجمالي استهلاك الطاقة من موارد الطاقة المتجددة بحلول عام 2002 و13.2٪ بحلول عام 2010. وقد أسست إدارة الاتصالات والموارد البحرية والطبيعية «دي سي إم إن أر» مجموعة الطاقة المتجددة «أر إي جي»، والتي أنشأت بدورها مجموعة التحليل على المدى القصير «إس تي إيه جي» للبحث في وسيلة تحقيق هذا الهدف. لإنجاز هدف عام 2010 وهو 13.2٪، مما جعلها تحتاج إلى توليد 1432 ميغاواط من الكهرباء من المصادر المتجددة، مع توليد 1100 ميغاواط من مصادر الرياح بريًا وبحريًا.
تستخدم إيرلندا دعماً للصناعة يُعرف باسم التزام الخدمة العامة لدعم تطوير طاقة الرياح. تُقدم الضريبة المفروضة من قبل التزام الخدمة العامة لشركات لتوليد الكهرباء من المصادر المتجددة وللمساعدة في تمويل محطات حرق الخث، دون هذه الضريبة لا يمكن تحسين هذين القطاعين. فيفرض على منازل الإيرلنديين ضريبة قيمتها 63 يورو سنويًا، مما يقدم نحو 328 مليون يورو إلى شركات الرياح والخث منذ عام 2015. في عام 2016 ازدادت الضريبة لتصبح 72 يورو.

## طاقة الرياح البحرية
مزرعة أركلو بانك ويند بارك، التي تقع على بعد 10 كم من ساحل أركلو في البحر الإيرلندي، تعد أول مزرعة رياح بحرية في إيرلندا. وهي مملوكة لجي إي إينيرجي، وساهمت في تطويرها شركة إيرتريستي بجانب جي إي إينيرجي. يحتوي الموقع على 7 توربينات بقدرة 3.6 ميغاواط، تولد ما مجموعه 25 ميغاواط. وقد قُسم تطوير الموقع في الأصل إلى مرحلتين، المرحلة الأولى هي التركيب الحالي لـ 7 توربينات. وكانت المرحلة الثانية عبارة عن شراكة بين إيرتريستي وأكسيونا إينيرجي. كان لدى أكسيونا إينيرجي خيار شراء المشروع بعد اكتمال المنشأة. وقد كان من المخطط توسيع مزرعة الرياح إلى 520 ميغاواط من الطاقة. ومع ذلك ألغيت المرحلة الثانية في عام 2007.
على الرغم من ارتفاع سرعة الرياح قبالة الساحل الأطلسي لإيرلندا، إلا أنه قد اختيرت مواقع على طول الساحل الشرقي مثل أركلو بسبب المياه الضحلة التي يبلغ عمقها نحو 20 مترًا أو أقل.
أعلنت الرابطة الوطنية لطاقة الرياح البحرية في إيرلندا «ناو إيرلندا» في أبريل 2010 أنه يمكن تأمين 60.000 فرصة عمل محتملة في الصناعات البحرية والبناء والهندسة والخدمات في إيرلندا من خلال تطوير طاقة الرياح البحرية في المياه الإيرلندية والأوروبية. أعلنت ناو إيرلندا أيضًا في نفس الشهر أنه من المقرر استثمار أكثر من 50 مليار يورو في البحر الإيرلندي والبحر الكلتي في العقدين القادمين.
في بلفاست، تجري إعادة تطوير صناعة الموانئ كمراكز لبناء مزارع الرياح البحرية، بتكلفة تبلغ نحو 50 مليون جنيه إسترليني. سيوفر ذلك 150 فرصة عمل في البناء، وكذلك يتطلب الأمر نحو مليون طن من الحجر من المقالع المحلية، مما سيخلق مئات فرص العمل الإضافية. «إنه أول تطوير لميناء بهدف تحويله إلى مزرعة رياح بحرية».